# Le Ciel partagé
Pour plus de détails, voir Fiche technique et Distribution.
Le Ciel partagé (Der geteilte Himmel) est un film dramatique est-allemand réalisé par Konrad Wolf, sorti en 1964. Il est adapté du roman homonyme de Christa Wolf paru en 1963.

## Synopsis
Après un choc nerveux, la jeune Rita quitte son lieu d'études à Halle-sur-Saale pour retourner dans son village natal. Elle se souvient des deux années qui se sont écoulées.
En dansant à Noël, elle fait la connaissance de Manfred, un chimiste de dix ans son aîné, qui s'apprête à passer son doctorat. Elle travaille au bureau pendant la journée, jusqu'à ce que son patron Schwarzenbach l'inscrive comme étudiante à l'Institut für Lehrerbildung (de) de Halle. Malgré ses doutes initiaux, elle commence ses études à Halle, où Manfred habite également. Elle emménage dans sa chambre mansardée. Manfred vit avec ses parents, appelle la maison « le cercueil de vie » parce qu'il ne s'y passe jamais rien, et a surtout des relations tendues avec son père. Le père, un ancien nazi, est entre-temps devenu membre du SED et chef dans une usine de wagons. Rita décide de travailler à l'usine de wagons jusqu'au début du semestre, même si cela n'enchante pas Manfred.
À l'usine de wagons, elle est affectée à la brigade socialiste (de) Ermisch et se lie bientôt d'amitié avec le vieux Rolf Meternagel. Celui-ci était autrefois chef de brigade dans l'entreprise, mais il avait des subordonnés peu loyaux et le père de Manfred comme supérieur. Lorsqu'il manqua soudainement 3 000 marks dans l'entreprise, Meternagel en fut tenu pour responsable et fut rétrogradé. Cela l'a beaucoup affecté et c'est ainsi qu'il travaille de manière conséquente, mais silencieuse, à l'amélioration du déroulement du travail, tient un registre des heures de travail perdues et s'engage pour une augmentation des normes. Il a depuis longtemps renoncé à discuter des dysfonctionnements avec les fonctionnaires.
Entre-temps, Manfred a soutenu avec succès sa thèse de doctorat. Il travaille sur un procédé de teinture amélioré qu'il veut proposer à la production. En Martin, il a un soutien réfléchi qui veut présenter le procédé à la VVB (de) (l'organisation qui chapeaute plusieurs Volkseigener Betrieb, dont la sienne). Dans un premier temps, il semble qu'il sera accepté, mais après un examen du procédé, il est rejeté sans autre explication. Manfred devient de plus en plus amer. Il commence à douter de l'amour de Rita. Alors qu'ils participent tous deux à un voyage d'essai avec un wagon nouvellement construit, les informations annoncent le premier vol spatial habité de 
Youri Gagarine ; Manfred réagit avec cynisme et prédit la vague de propagande qui va suivre. Peu de temps après, il est envoyé à Berlin-Ouest pour un congrès et ne revient pas.
Rita attend de longs mois un signe de sa part. Entre-temps, sa procédure est appliquée malgré son refus préalable. Elle reçoit finalement une lettre de Manfred, dans laquelle il lui demande de le rejoindre à Berlin-Ouest. Elle se rend chez lui, mais se sent rapidement perdue dans la grande ville. « Beaucoup de choses nous plaisent, mais on n'y prend pas vraiment plaisir. On est terriblement seul. C'est pire qu'à l'étranger, car on entend sa propre langue », conclut-elle. Elle retourne à Halle sans Manfred, où elle finit par déprimer.
Elle revient dans son village natal, où elle reprend des forces et poursuit ses études. Elle range ses affaires dans la chambre de Manfred et trouve d'abord un nouveau logement chez Rolf Meternagel. Entre-temps, celui-ci est redevenu chef de brigade, mais il s'est surmené en essayant d'économiser les 3 000 marks qui avaient disparu à l'époque en travaillant plus. Après des problèmes cardio-vasculaires, il va maintenant partir en cure.

## Fiche technique
- Titre original : Der geteilte Himmel
- Titre français : Le Ciel partagé[2],[3]
- Réalisateur : Konrad Wolf
- Scénario : Kurt Barthel (de), Konrad Wolf, Willi Brückner, Gerhard Wolf (de) et Christa Wolf d'après son roman.
- Photographie : Werner Bergmann (de)
- Montage : Helga Krause
- Musique : Hans-Dieter Hosalla (de)
- Sociétés de production : Deutsche Film AG
- Pays de production :  Allemagne de l'Est
- Langue de tournage : allemand
- Format : Noir et blanc - 2,35:1 - Son mono - 35 mm
- Durée : 101 minutes (1h41)
- Genre : Film dramatique
- Dates de sortie :
  - Allemagne de l'Est : 2 octobre 1964
  - Allemagne de l'Ouest : 13 octobre 1965

## Distribution
- Renate Blume : Rita Seidel
- Eberhard Esche (de) : Manfred Herrfurth
- Hans Hardt-Hardtloff (de) : Rolf Meternagel
- Hilmar Thate : Ernst Wendland
- Martin Flörchinger (de) : M. Herrfurth
- Erika Pelikowsky (de) : Mme Herrfurth
- Günther Grabbert (de) : Ernst Schwarzenbach
- Horst Jonischkan (de) : Martin Jung
- Petra Kelling (de) : Sigrid